# Esfrantzes Paleólogo
Esfrantzes Paleólogo (em grego: Σφραντζῆς Παλαιολόγος; romaniz.: Sphrantzes Palaiológos) foi um aristocrata e comandante bizantino ativo na década de 1330.

## vida
Esfrantzes era membro da aristocracia menor e um senador. Em 1334, recebeu a promessa de grande posição e riqueza pelo imperador Andrônico III Paleólogo se capturasse ou neutralizasse o renegado Sirgianes Paleólogo, que havia desertado para os sérvios de Estêvão Uresis IV. Ele fingiu ser um desertor e entrou no campo sérvio e matou Sirgianes. Seu assassinato parou o avanço sérvio e trouxe desordem às fileiras.
Consequentemente, em agosto de 1334, o rei da Sérvia fez paz com Andrônico III e permitiu que suas forças retomassem o controle de porções capturadas da Macedônia. Esfrantzes foi recompensando com o alto posto cortesão de grande estratopedarca, que reteve até sua morte por tifo em 1339, quando liderava campanha na Acarnânia.